# アニェス・ド・ブルゴーニュ (アキテーヌ公妃)
アニェス・ド・ブルゴーニュまたはアニェス・ド・マコン（Agnes de Bourgogne, 990/5年 - 1068年）は、ウンルオッホ家に流れを持つイタリア王アダルベルト2世の王子ブルゴーニュ公兼マコン伯オット＝ギヨームと妻エルマントルド・ド・ルシー（ルシー伯ルノーの娘）の間に生まれた三女の末子にあたる。 

## 概要
1016年頃 、アキテーヌ公ギヨーム5世と結婚した3人目の妻。以下3人の子どもがいた。 
1. ピエール（ギヨーム7世）（1023年 - 1058年） - アキテーヌ公
2. ギー＝ジョフロワ（ギヨーム8世）（1023年 - 1086年） - ピエールとは双子の兄弟
3. アニェス・ダキテーヌ（アラ）（1025 - 1077年） - 1043年に神聖ローマ皇帝ハインリヒ3世と結婚

1030年1月31日、夫のギヨーム5世が前妻2人との間に生まれた継子2人と最後の妻となったアニェス本人と彼女が生んだ幼い3児を残して崩御した。 
亡夫には既に初婚の妻との間に長男ギヨーム6世、2人目の妻との間に次男ウードがおり、この時アニェスの子達にはアキテーヌ公領の相続権がなかったため、彼女が自分の立場を守り、子供たちの将来を確保するための唯一の方法は、他の貴族との再婚であった。 
そのため、当時有力であったアンジュー伯フルク3世ネラ（黒伯）の子、ジョフロワ2世マルテル（鉄鎚伯）以外に相手を考えられず、1032年1月1日に結婚した。
息子のピエールとギー＝ジョフロワは継父ジョフロワ2世がポワティエ伯領を狙っていることに気付いており、1033年からアニェスの下に集結する何人かの領主の協力でジョフロワ2世の軍隊がポワティエに侵入した。 
亡夫ギヨーム5世の長男で最年長であった継子のギヨーム6世はアキテーヌ公爵位・ポワティエ伯爵位を継承したが、家臣達からの支持が得られず、さらに1033年9月にジョフロワ2世とのモントクーの戦い（モントクール）で捕虜になった。   
その後にギヨーム6世は1036年末に高額な身代金の支払いを代償に解放され、子を残すことなく1038年に死去した。ポワティエ伯領はギヨーム6世死後、今度はギヨーム5世が2人目の妃ガスコーニュ公の娘ブリスクに産ませた次男のガスコーニュ公ウード・ド・ポワティエが統治者となる。 
ジョフロワ2世とアニェスの軍隊との最初の戦いで敗北したウード率いる軍隊はその後、帰路で方向を反転しモーゼ城の衛兵に立ち向かい、その包囲中にウードは戦死した。 
ウードの死後、ポワティエ伯領はアニェスの長子ピエールが統治者となる。ピエールは父の名を継ぎ、ギヨーム7世となるが、まだ統治者にするには若過ぎたため、1039年 - 1044年まで再婚した夫の手は借りず、実質的にはアニェスが1人で息子の代わりに領地を治めていたようである。 
彼女がギヨーム7世に領主としての実権を譲る際、アニェスの2人目の息子ギー＝ジョフロワはガスコーニュ公領の相続人である娘と結婚し、兄の在位中にガスコーニュ公となる。その後、アニェスは夫のアンジューへの統治に加わり、確実に何らかの影響を与えた。

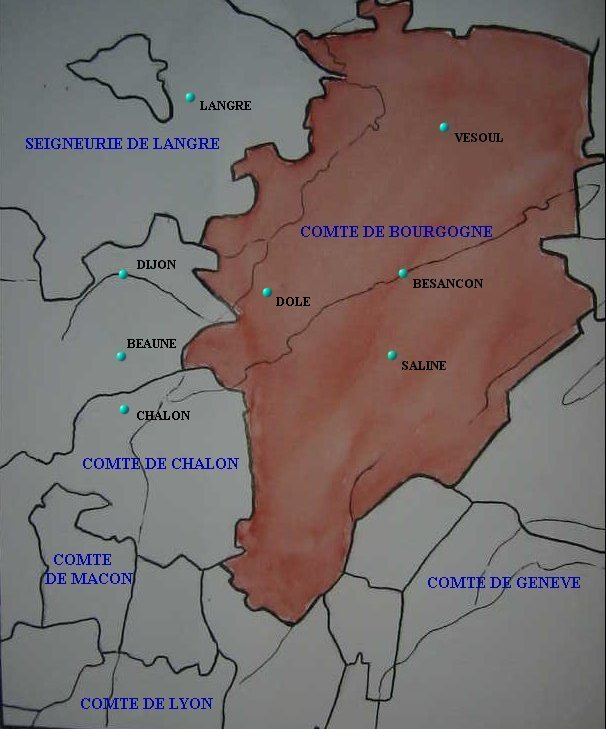
ブルゴーニュ伯領

1045年のクリスマス、アニェスは夫と共に、1043年より 神聖ローマ帝国のハインリヒ3世皇帝と結婚した娘アグネスのいる宮廷に滞在していた。 
アニェスとジョフロワ2世は教会会議に参加し、それ以降、教皇クレメンス2世の戴冠とハインリヒ3世と妃アグネスを皇帝と皇后として戴冠させるため、娘夫婦のイタリア遠征に同行した。アニェスが娘に奉献した最初の場であった。サントのノートルダム寺院を設立した時、モンテガラノへの巡礼の後にアニェス夫婦は1047年からポワティエに帰還した。 
1047年から1049年の間に、アニェスはポワティエに聖ニコラス修道院を設立した。 
1049から1052の間にアニェスは夫ジョフロワと離婚している。その理由はさまざま推察されるが、確かな理由は子ができなかったことであるとされる。 
また1049年、ランス教会議会でアニェスとジョフロワの結婚を近親結婚であると非難し、この婚姻が無効であると判断した。 
それに加え、ジョフロワは神聖ローマと同盟を結び戦争で家臣を奪われることを懸念し、少しの自由も認めないフランス王に反逆して戦うことになった（ジョフロワはフランス王に頼らないために神聖ローマ皇帝に忠誠を誓うことを計画していたようである）。 
そしてアニェスの影響による神聖ローマの支援を懸念したフランス王が王家の家臣ジョフロワに神聖ローマの息が掛かった妻と離婚するように課したことは非常に可能性が高い。 
確かに、アニェスは夫に影響を与えるほか、故郷ブルゴーニュ（さらにアニェスの母エルマントルドは神聖ローマ帝国のリウドルフィング家の子孫でハインリヒ3世とは遠縁に当たる）との強いつながりがあった。そのため、アニェスが皇帝とジョフロワの親交を推進していたのが理由とも考えられる。 
とにかく、アニェスは息子ギヨーム7世と共にポワティエ伯邸に帰った際、多くのことに離婚が起因してアンジューとポワティエの間で急速に戦争が始まり、1053年にジョフロワ2世マルテルが勝利したと見られる。 
アニェスの政治的権力が離婚後に衰退することはなかったが、アニェス自身の財を利益のために惜しみなく費やすこともできなかった。   
1058年、ギヨーム7世はかつての継父、アンジュー伯ジョフロワ2世と戦った。おそらく、ジョフロワは最後に結婚した妻アデライード・ トゥトニスにアニェスが自分と結婚した際に持参した寡婦財産を与えたのが理由とされる。 
1058年にギヨーム7世が戦闘中に病死したため、戦いはアンジュー伯の勝利に終わろうとしていた。 
ギヨーム7世病没後、弟のギー＝ジョフロワが亡兄の名とポワティエ伯爵位を後継し、ギヨーム8世となったが、ギヨーム少年はアンジュー伯と和解することを選択し、自分にとって唯一父親と呼べる人物であるジョフロワ2世に寄り添った。しかし、それは継父ジョフロワ2世の存命中に限った話であり、彼の死後、次代アンジュー伯となったジョフロワ2世の甥ジョフロワ3世ル・バルビュを躊躇なく猛攻し、遂に1062年からサントンジュの統治権を取り戻した。 
アニェスは統治から引退した後も、年老いても存命中は非常に活発に過ごし、寄付に参加するためにポワティエ中を旅行し、ポワティエ伯邸を訪問し遠慮なく息子と面会した。 
アニェスは1068年11月10日 死去し、ポワティエのサン=ニコラ修道院の墓に埋葬されている。